# Morten Knudsen
Morten Brander Knudsen (født 28. april 1995) er en dansk fodboldspiller, der spiller i Hvidovre IF.
Han spiller på den centrale midtbane.

## Klubkarriere
Knudsen skiftede i sommeren 2010 fra Hellerup IK til FC Midtjylland. I 2011-12-sæsonen var han anfører for U/17-holdet og var med til at vinde Atlantic Cup på træningslejr i Portugal i januar 2012.

### Udenlandssophold og start som senior
Knudsen skiftede til den italienske klub Inter Milan i januar 2013 som ungdomsspiller, hvilket blev offentliggjort i september 2012. Ifølge Nordjyske var prisen 3,3 millioner danske kroner. Han blev skadet i sin første træning og var herefter ude i to måneder. Han spillede halvandet år for reserveholdet.
Knudsen blev den 21. august 2014 udlejet til Prato. Prato lejede flere spiller af Inter i et større samarbejde om flere spillere. Den 13. august 2015 blev lejeaftalen forlænget. I sommeren 2017 vendte han tilbage fra lejeophold til Inter, men spilletiden var for lang, hvorfor parterne blev enige om at ophæve samarbejdet.
Han skrev den 15. sepember 2017 under på en amatørkontrakt med den norske klub Sarpsborg 08. Klubben kunne ikke tilbyde ham en professionel kontrakt, da klubben i forvejen havde for mange udenlandske spillere.

### Retur til Danmark
Han skrev den 23. januar 2018 under på en kontrakt med den danske klub Vendsyssel F.F.. Kontrakten havde i første omgang en varighed af et halvt år. Den korte aftale blev begrundet i, at Knudsen fortsat ønskede at have en karriere i udlandet. Han fik sin debut den 4. marts, da han blev skiftet ind i de sidste minutter i en 2-0-sejr over FC Roskilde. Han nåede at spillede 13 kampe i foråret 2018, og i juni 2018 forlængede han sin kontrakt, således parterne havde papir på hinanden frem til sommeren 2021.